# De Afdeling
De Afdeling is een Nederlandse komedieserie maar ook dramaserie die in de jaren 2004-2006 door de KRO werd uitgezonden. De serie is bedacht en geschreven door Gary Carter en Stephan Warnik en de eindredactie was in handen van Brigitte Baake.
De serie speelt zich af op een kantoor van de gemeentelijke dienst Welzijn en Cultuur in een denkbeeldige gemeente. Hierbij staat het wel en wee centraal van een aantal collega's. Hierbij gaat het naast het werk en omgang van collega's met elkaar vooral over persoonlijke relaties, liefde, jaloezie en andere beslommeringen. Het is echter geen satire, zoals de kantoorscènes in Jiskefet, maar drama met ook een komische inslag.
De hoofdrol wordt gespeeld door Kees Hulst als de chef Jef en ligt regelmatig met zijn personeel overhoop maar ook met het Hoofdkantoor. Daarnaast zijn er relatieproblemen en gaat hij vreemd. Zijn vrouw wordt gespeeld door Amina Weintjes. Bennie, de systeembeheerder en computerspecialist, kan het gehele kantoor platleggen en collega's werkloos maken, als hem dat uitkomt, wat tot een komische situatie kan leiden. De belangrijkste andere personages worden gespeeld door:
- Kees Boot      als Kevin
- Nadja Hüpscher als Eva
- Marijn Klaver  als Bennie
- Marian Mudder  als Bettina
- Xander Straat  als Wilco
- Allard van der Scheer als Frans

De opname werden gemaakt in de Regus Sloterdijk Teleport Tower aan de Kingsfordweg in Amsterdam.
De serie werd in 2005 beloond met het Gouden Beeld, tegenwoordig Beeld en Geluid Award, in de categorie komedie.